# Albert François Deriot
Albert François Deriot (* 17. Januar 1766 in Clairvaux-les-Lacs; † 30. Januar 1836 in Paris) war ein französischer Général de division der Infanterie.

## Leben
Mit achtzehn Jahren kam Deriot 1784 zu den Gardes françaises und als im Verlauf der Revolution diese durch den Marquis de La Fayette zur Garde nationale umstrukturiert wurde, blieb Deriot im Dienst.
Nach einigen Beförderungen wechselte Deriot später zur Nordarmee und in den Revolutionskriegen wurde er mehrmals verwundet.
Er nahm 1798 an Napoleons Feldzug nach Ägypten teil. Er zeigte sich bei der Belagerung von Akkon (März/Mai 1799) tapfer und kämpfte in der Schlacht bei Heliopolis (20. März 1800). 1801 konnte Deriot wieder nach Frankreich heimkehren.
Im Rang eines Colones wurde Deriot General Gabriel Jean Joseph Molitor unterstellt und kämpfte u. a. bei Caldiero (29./31. Oktober 1805), bei Bodenbühl (1. November 1805) und bei Steyr (4. November 1805). Er nahm 1806 seinen Abschied, kehrte aber im Jahr 1808 wieder in den aktiven Dienst zurück. Er diente anschließend in Spanien unter General Louis Lepic.
Im Oktober 1812 berief ihn General Jean-François-Aimé Dejean in ein Kriegsgericht, wo er an der Verurteilung  die Hauptverantwortlichen eines Staatsstreichs (→Maletverschwörung) beteiligt war.
Als Napoleon die Insel Elba verlassen hatte und dessen „Herrschaft der Hundert Tage“ begannen, unterstellte sich Deriot – der zu dieser Zeit die Junge Garde (Garde impériale) führte – sofort dem Befehl des Kaisers. Nach der Schlacht bei Waterloo (18. Juni 1815) legte Deriot alle Ämter nieder und ließ sich noch im selben Jahr in Clairvaux-les-Lacs nieder. Als sich nach der Julirevolution von 1830 die Julimonarchie etablieren konnte, wählte man Deriot in seiner Heimatstadt zum Bürgermeister. Dieses Amt hatte er bis 1831 inne.
Dreizehn Tage nach seinem 70. Geburtstag starb Albert François Deriot am 30. Januar 1836 in Paris. In seiner Heimatstadt fand er seine letzte Ruhestätte.

## Ehrungen
- 15. Juni 1804 Commandeur der Ehrenlegion
- 31. Januar 1810 Baron de l’Émpire
- Sein Name findet sich am südlichen Pfeiler (21. Spalte) des Triumphbogens am Place Charles-de-Gaulle (Paris).